# Gustavo Obiols Delgado
Gustavo Obiols de Delgado (1858-fl. 1902) fue un escultor español.

## Biografía
Habría nacido en 1858. Escultor natural de la localidad gerundense de Figueras según unos, de Berga según la Gran Enciclopedia Catalana, entre sus obras se encontraron Un gitano, estatua de barro que regaló en 1877 para la rifa a beneficio de la familia del pintor y dibujante Padró; Una chimenea monumental para París y dos jarrones con figuras de japoneses para el mismo punto. En la Exposición Nacional de 1890 presentó Ariadna. Habría vivido al menos hasta 1902.